# Caramelo de coco

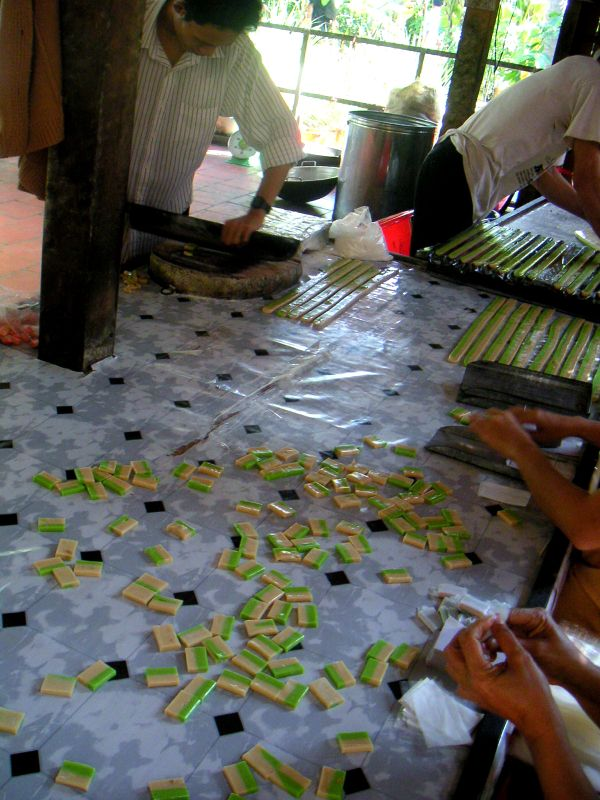
Elaboración tradicional de caramelo de coco.

El caramelo de coco es un tipo de caramelo producido en la provincia de Bến Tre (Vietnam), hecho con leche de coco y crema de coco. La provincia de Bến Tre es apodada por los vietnamitas la ‘Tierra del Coco’ (Xu Dua). El término vietnamita para este caramelo es kẹo dừa.

## Origen
El caramelo de coco estaba originalmente asociado con Mo Cay, una pequeña ciudad de la provincia de Bến Tre.

## Importancia económica
Actualmente Bến Tre tiene cerca de un centenar de fabricantes de caramelo de coco, lo que supone un tercio de las empresas locales. Sin embargo, el mercado está dominado por un puñado de marcas establecidas, produciendo la mayoría de los fabricantes el caramelo bajo licencia. El caramelo de coco se vende en todo Vietnam, exportándose también a otros países asiáticos, Australia, Europa y Norteamérica.